# Tribu Veturia

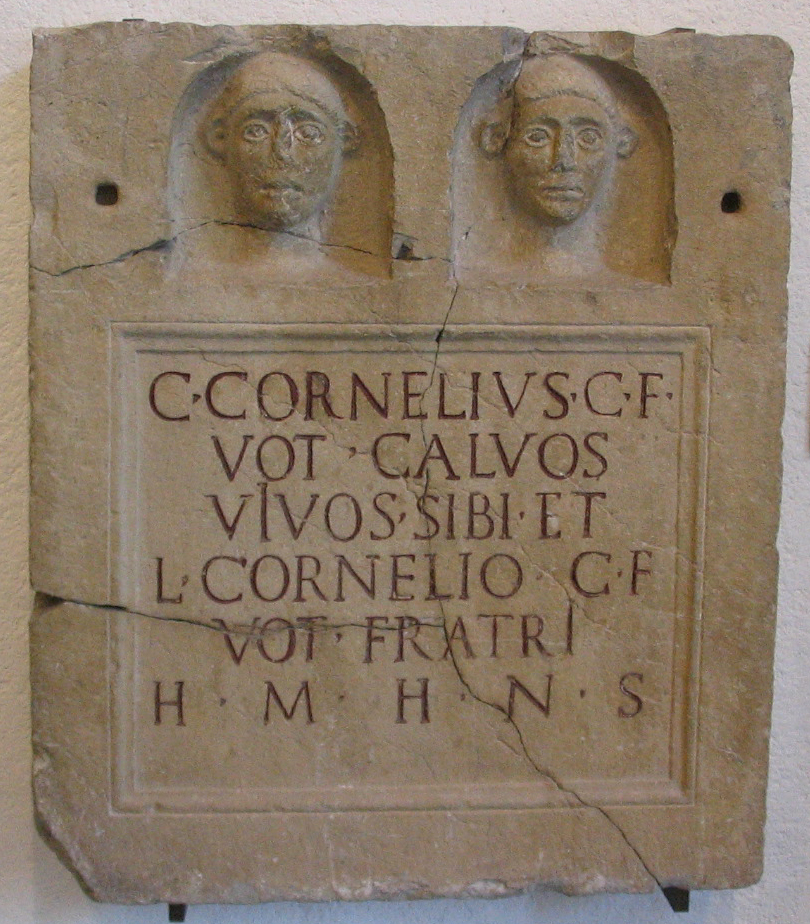
Stèle de deux frères de la gens Cornelia appartenant à la tribu Veturia. I. Bergame,.

La tribu Veturia (en latin classique : Větŭrǐa) ou Voturia est l'une des trente-et-une tribus rustiques de la Rome antique.
La tribu Veturia est l'une des 10 tribus qui portent un nom gentilice et fait partie des 16 tribus rurales les plus anciennes. La gens Veturia est une famille patricienne qui a donné plusieurs consuls au Ve siècle av. J.-C. et des tribuns militaires à pouvoir consulaire au IVe siècle av. J.-C. La mère de Coriolan s'appelle Veturia.
L'abréviation désignant cette tribu dans les inscriptions est vet ou vot.
Son territoire primitif se trouvait sans doute au sud de l'embouchure du Tibre ; il semble qu'elle ait un rapport ancien avec les cités d'Ostie et d'Antium.
Parmi les villes qui étaient assignées à cette tribu, on trouve, outre Ostie, Placentia (Plaisance) ou Bergomum (Bergame).